# Negendank (Adelsgeschlecht)

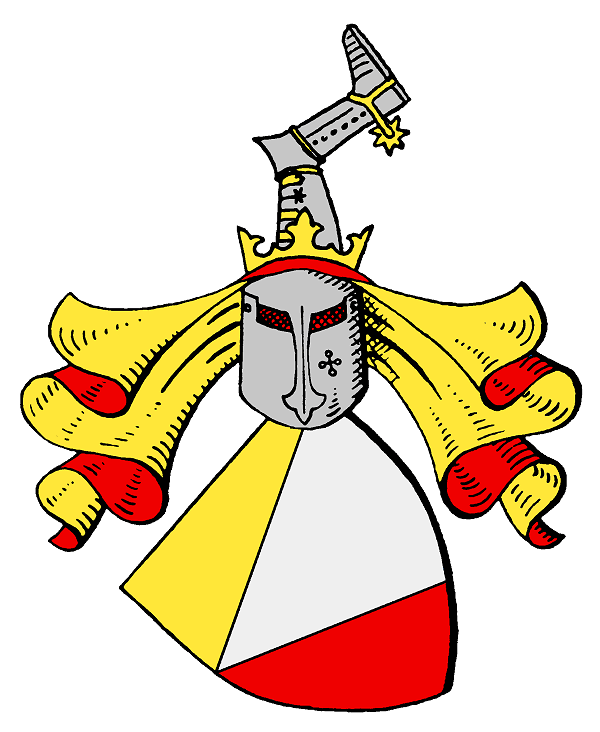
Wappen derer von Negendank

Negendank, vereinzelt auch Nagendank oder Negendanck ist der Name eines alten, 1767 im Mannesstamm erloschenen mecklenburgischen Adelsgeschlechts.

## Geschichte
Das Geschlecht der Negendank ist wohl aus Niedersachsen nach Mecklenburg gekommen, wo es bereits zum Ende des 12. Jahrhunderts mit Brunward († 1238) einen Bischof von Schwerin stellen konnte. Im Jahre 1274 wurden die Negendank als solche erstmals urkundlich genannt. Mit den Rittern Ludolf (1294/1322) und Eckhard Negendank (1296/1309) teilte sich die Familie in eine mecklenburgische und werlesche Linie. 1313 waren sie bereits Lehnsnehmer zu Brahlstorf unweit Wittenburg.
Im 14. Jahrhundert hat sich die Familie auch nach Dänemark ausgebreitet und hat späterhin bis zu ihrem dortigen Aussterben in hohem Ansehen gestanden. Mit dem Erbherrn auf Dresenow, dem königlich dänischen Geheimrat Ulrich von Negendank († 1767), starb das Geschlecht im eigenen Stamm aus. Er hatte jedoch seine nächste Verwandte, eine verehelichte von Behr, adoptiert. Sie und ihr Mann Karl August von Behr vereinigten die beiden Namen und die Wappen. Das Ehepaar von Behr-Negendank trat so in das Erbe des Geschlechts.

## Besitz
Zum historischen Besitz der Negendank in Mecklenburg gehörten Brahlstorf, Bentzlin, Kastorf bei Stavenhagen, Dresenow, Eggerstorf, Hoppenrade, Groß Krankow, Krönkenhagen, Landstorf, Naudin, Petersdorf, Redewisch/Rethwisch, Schmachthagen, Schorsow, Starckow, Groß Walmstorf, Wieschendorf und Zierow sowie Schwiesel im Amt Güstrow. Die Behr-Negendank erwarben 1797 Passow.

## Wappen
Das Stammwappen ist mit einer rechten Spitze von Gold, Silber und Rot geteilt. Auf dem gekrönten Helm mit gold–roten Decken, ein mit dem Fuß nach oben und rechts gestelltes, gekrümmtes, geharnischtes Bein mit goldenen Ringen und ebensolchem Sporn.
Das Kleinod wird auch abweichend blasoniert: Das Bein schwarz, am Knie mit einem blauen Band umbunden, der goldene Sporn ist mit roter Schleife befestigt.
Wappengleich waren die mecklenburgischen Geschlechter Parkentin und Plüskow. Nach den Forschungen von Georg Christian Friedrich Lisch war das Wappen ursprünglich ein quer geteilter Schild. Der obere Teil nahm nicht ganz die Hälfte, sondern (wie ein Schildhaupt) eher ein Drittel ein, während der untere Teil in sich schräg geteilt war. Die untere Teilung wandelte sich mit der Zeit in die Spitze.

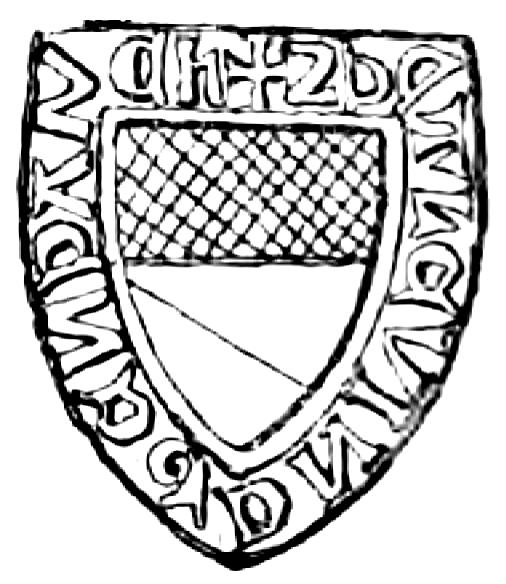
Siegel des Ritters Dethlev Negendank (1329)
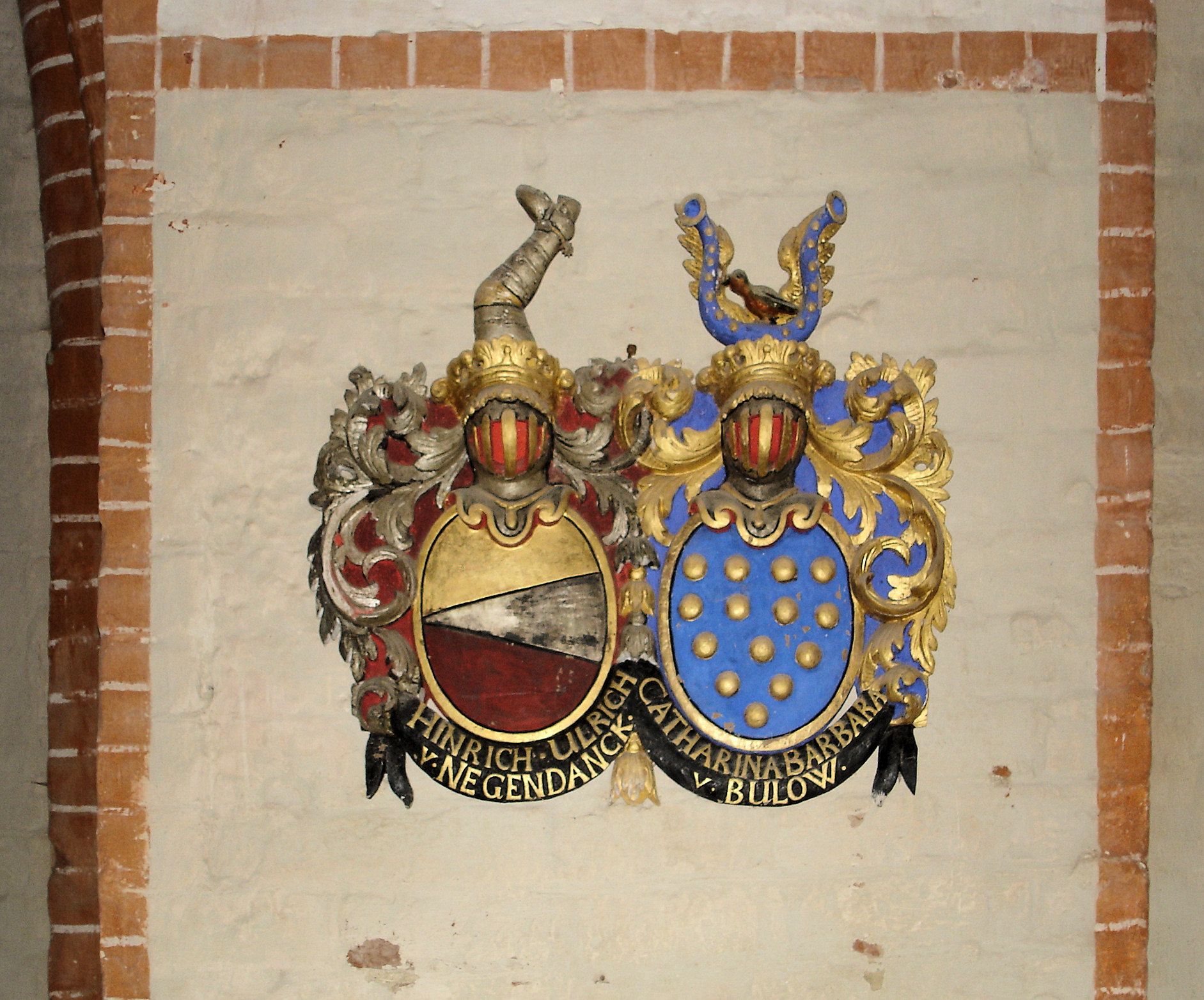
Doppel-Wappen der Epitaphstifter in der Dorfkirche Proseken, Barthold Dietrich von Negendanck und seiner Gattin Catharina Elisabeth von Bülow (1733)
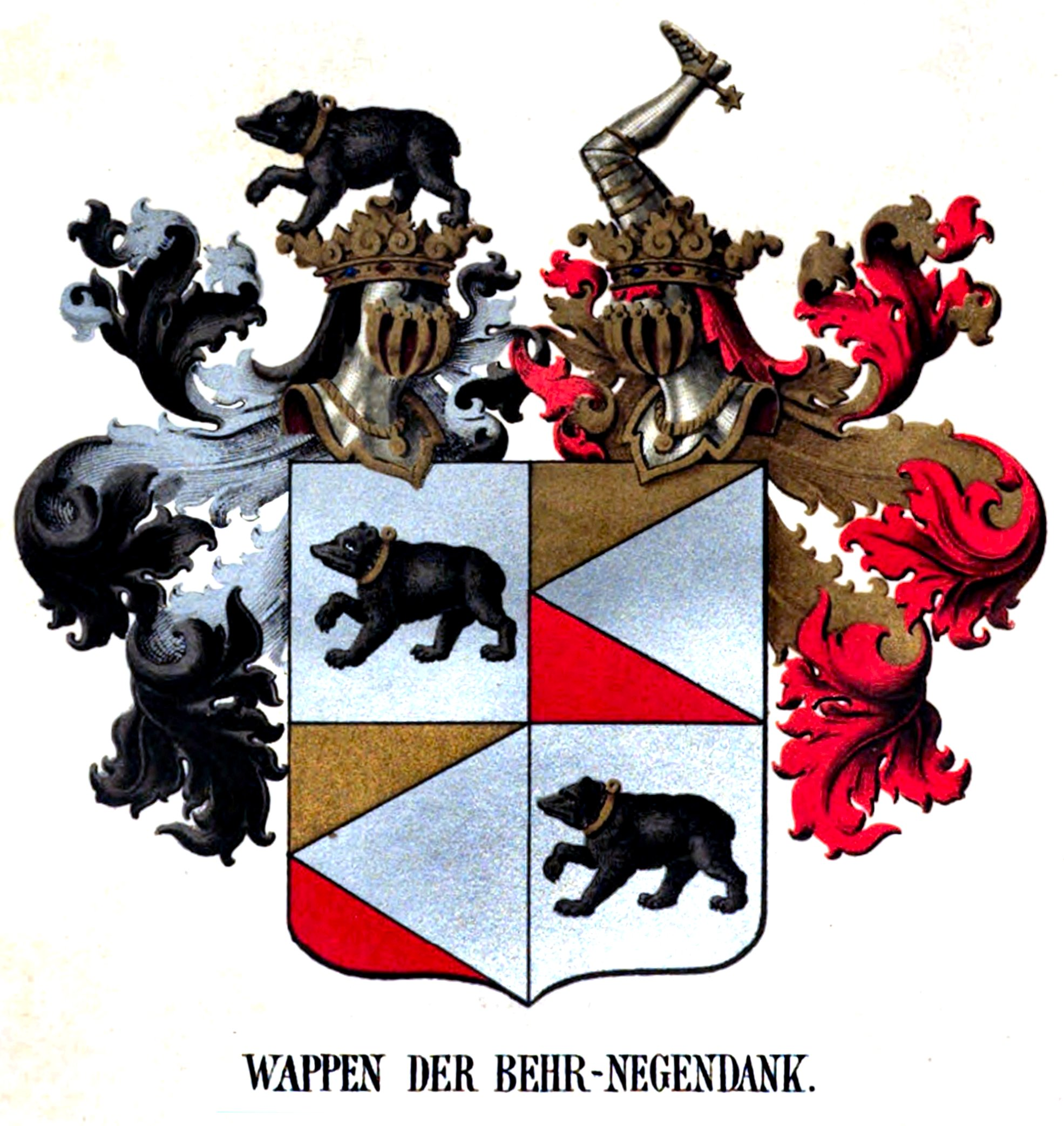
Großes Wappen Behr-Negendank in Lischs Urkunden und Forschungen zur Geschichte des Geschlechts Behr (1861)
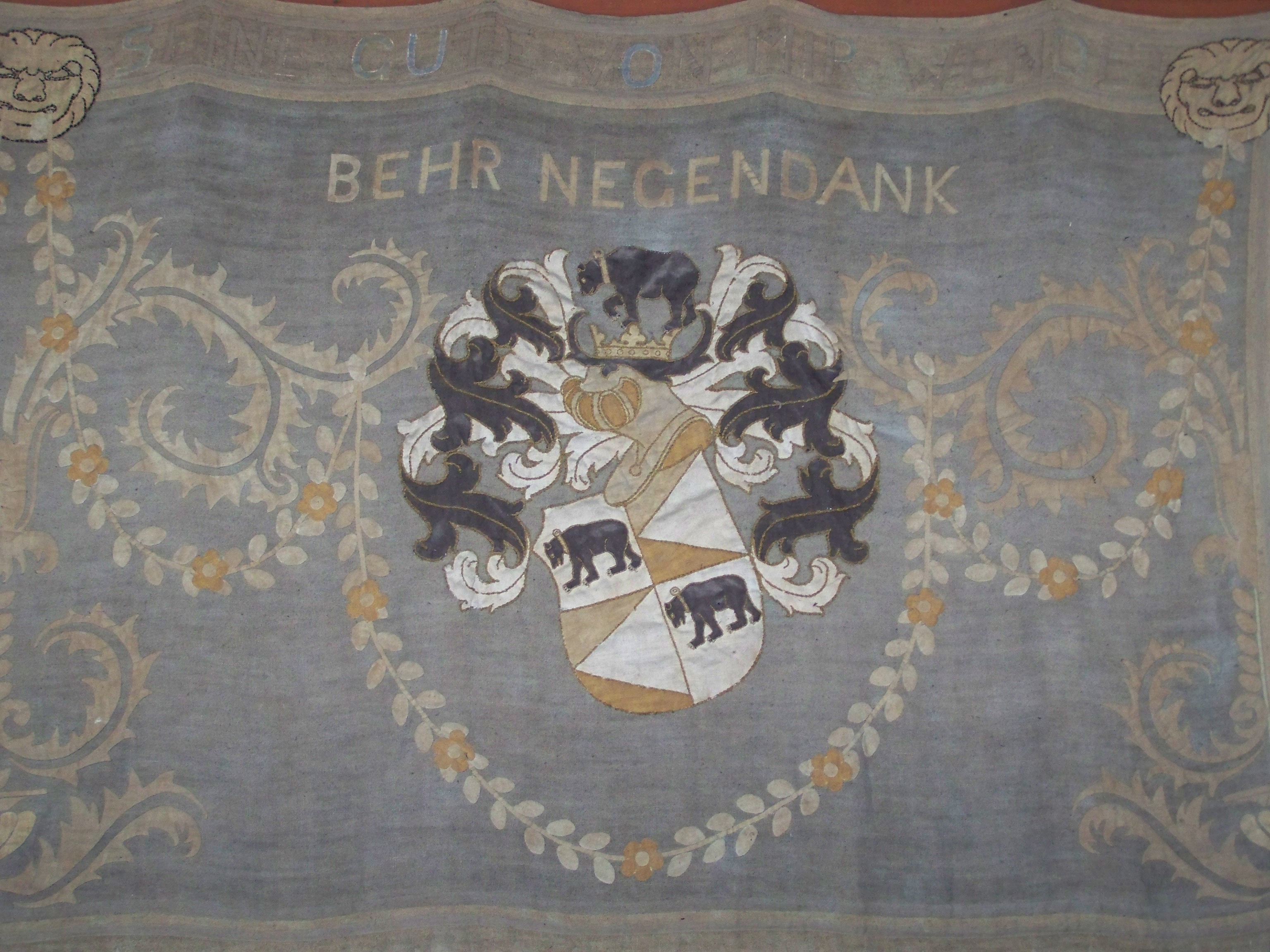
Kleines Wappen Behr-Negendank in der Marienkirche in Brandshagen

## Angehörige
- Brunward Negendanck († 1238), 1191–1238 Bischof zu Schwerin
- Ludolf Negendank (1294/1322), Ritter, landesherrlicher Rat.
- Eckhard Negendank (1313/39), Ritter, landesherrlicher Rat.
- Gerhard Negendank (1361/1412), in Landstorf, Ritter, herzoglicher Rat.
- Ulrich von Negendanck († 1622), Erbherr auf Eggerstorff und Neudin, Hofmeister der mecklenburgischen Herzöge Adolph Friedrich und Hans Albrecht, Amtshauptmann über Tönnieshof und Eldena in Vorpommern
- Henning von Negendank (* 1629; † 1692), mecklenburgischer Kammerjunker, Erbherr auf Zierow
- Dietloff von Negendanck (* 1632; † 1688), Erbherr auf Groß Krankow und Petersdorf, 1653–1656 Kammerjunker in Ostfriesland
- Gregor Philipp von Negendank († 1728), 1690 Kammerjunker in Schleswig-Holstein, Amtmann im Amt Cismar 1704–1713 und 1721–1728
- Christian August von Negendank († 1717), Domherr in Lübeck
- Gustav Adolph von Negendank († 1743), Erbherr auf Schwissel, Amtmann in Cismar 1728–1743